# Turecka Liga Koszykówki Kobiet
Turecka Liga Koszykówki Kobiet (tur. Türkiye 1. Kadınlar Basketbol Ligi – TKBL lub Kadınlar Basketbol Süper Ligi – KBSL) – najwyższa klasa żeńskich rozgrywek koszykarskich w Turcji. Liga została utworzona w 1980.

## Zespoły w sezonie 2018/2019
- Euroliga: Fenerbahçe, Hatay BŞB, Çukurova Basketbol.
- EuroCup: Galatasaray, Beşiktaş, Mersin BŞB, BOTAŞ, Ormanspor.

|    | Drużyna                | Miasto  | Hala                               | Pojemność |
| -- | ---------------------- | ------- | ---------------------------------- | --------- |
| 1  | Adana Basketbol (2)    | Adana   | Menderes Spor Salonu               | 2500      |
| 2  | Beşiktaş               | Stambuł | BJK Akatlar S.ve K.K.              | 3200      |
| 3  | Bodrum Basketbol       | Muğla   | Binnaz Karakaya Spor Salonu        | 450       |
| 4  | BOTAŞ                  | Ankara  | Ankara Spor Salonu                 | 12000     |
| 5  | Çukurova Basketbol(1)  | Mersin  | Servet Tazegül Spor Salonu         | 7500      |
| 6  | Fenerbahçe             | Stambuł | Metro Enerji Spor Salonu           | 2500      |
| 7  | Galatasaray            | Stambuł | Ahmet Cömert Spor Salonu           | 2200      |
| 8  | Hatay BŞB              | Hatay   | Antakya Spor Salonu                | 4000      |
| 9  | Uniwersytet Stambulski | Stambuł | Prof. Dr. Turgay Atasü Spor Salonu | 4000      |
| 10 | İzmit Belediyespor     | Kocaeli | Kocaeli Atatürk Spor Salonu        | 2500      |
| 11 | Kayseri Basketbol      | Kayseri | Kadir Has Spor Salonu              | 7200      |
| 12 | Mersin BŞB             | Mersin  | Servet Tazegül Spor Salonu         | 7500      |
| 13 | OGM Ormanspor          | Ankara  | Sait Zarifoğlu Spor S.             | 2000      |
| 14 | Samsun Canik Belediye  | Samsun  | Hasan Doğan Spor Kompleksi         | 750       |

## Mistrzynie Turcji
- 1980–81 METU
- 1981–82 METU
- 1982–83 METU
- 1983–84 Beşiktaş
- 1984–85 Beşiktaş
- 1985–86 MTA
- 1986–87 MTA
- 1987–88 Galatasaray
- 1988–89 Uniwersytet Stambulski
- 1989–90 Galatasaray
- 1990–91 Galatasaray
- 1991–92 Galatasaray
- 1992–93 Galatasaray
- 1993–94 Galatasaray
- 1994–95 Galatasaray
- 1995–96 Galatasaray
- 1996–97 Galatasaray
- 1997–98 Galatasaray
- 1998–99 Fenerbahçe
- 1999–2000 Galatasaray
- 2000–01 Botaş SK
- 2001–02 Fenerbahçe
- 2002–03 Botaş SK
- 2003–04 Fenerbahçe
- 2004–05 Beşiktaş
- 2005–06 Fenerbahçe
- 2006–07 Fenerbahçe
- 2007–08 Fenerbahçe
- 2008–09 Fenerbahçe
- 2009–10 Fenerbahçe
- 2010–11 Fenerbahçe
- 2011–12 Fenerbahçe
- 2012–13 Fenerbahçe
- 2013–14 Galatasaray
- 2014–15 Galatasaray
- 2015–16 Fenerbahçe
- 2016–17 Near East University
- 2017–18 Fenerbahçe

## Finalistki
| Sezon     | Mistrzynie           | Wynik | Wicemistrzynie       | MVP                           |
| --------- | -------------------- | ----- | -------------------- | ----------------------------- |
| 2005/2006 | Fenerbahçe           | 4–1   | Beşiktaş             |                               |
| 2006/2007 | Fenerbahçe           | 3–2   | Beşiktaş             |                               |
| 2007/2008 | Fenerbahçe           | 3–2   | Galatasaray          |                               |
| 2008/2009 | Fenerbahçe           | 3–0   | Mersin               |                               |
| 2009/2010 | Fenerbahçe           | 3–0   | Galatasaray          |                               |
| 2010/2011 | Fenerbahçe           | 3–1   | Galatasaray          |                               |
| 2011/2012 | Fenerbahçe           | 3–1   | Galatasaray          |                               |
| 2012/2013 | Fenerbahçe           | 3–2   | Galatasaray          | Cappie Pondexter (Fenerbahçe) |
| 2013/2014 | Galatasaray          | 3–2   | Fenerbahçe           | Sancho Lyttle (Galatasaray)   |
| 2014/2015 | Galatasaray          | 3–1   | Abdullah             | Nevriye Yilmaz (Galatasaray)  |
| 2015/2016 | Fenerbahçe           | 3–0   | Hatay                | Jantel Lavender (Fenerbahçe)  |
| 2016/2017 | Near East University | 3–2   | Fenerbahçe           | Courtney Vandersloot (Near)   |
| 2017/2018 | Fenerbahçe           | 3–1   | Near East University | Kelsey Plum (Fenerbahçe)      |

## Tytuły według klubów
| Klub                             | Tytuły | Zwycięskie lata                                                              |
| -------------------------------- | ------ | ---------------------------------------------------------------------------- |
| Fenerbahçe                       | 13     | 1999, 2002, 2004, 2006, 2007, 2008, 2009, 2010, 2011, 2012, 2013, 2016, 2018 |
| Galatasaray                      | 13     | 1988, 1990, 1991, 1992, 1993, 1994, 1995, 1996, 1997, 1998, 2000, 2014, 2015 |
| Beşiktaş                         | 3      | 1984, 1985, 2005                                                             |
| Middle East Technical University | 3      | 1981, 1982, 1983                                                             |
| Botaş SK                         | 2      | 2001, 2003                                                                   |
| MTA                              | 2      | 1986, 1987                                                                   |
| Uniwersytet Stambulski           | 1      | 1989                                                                         |
| Near East University             | 1      | 2017                                                                         |